# Есентай
Есентай (каз. Есентай; Весновка) — левый рукав реки Малая Алматинка. Отделяется от последней при выходе её из Малоалматинского ущелья в конус выноса, в черте города Алма-Ата, к западу от улицы Горной.

## Географические данные

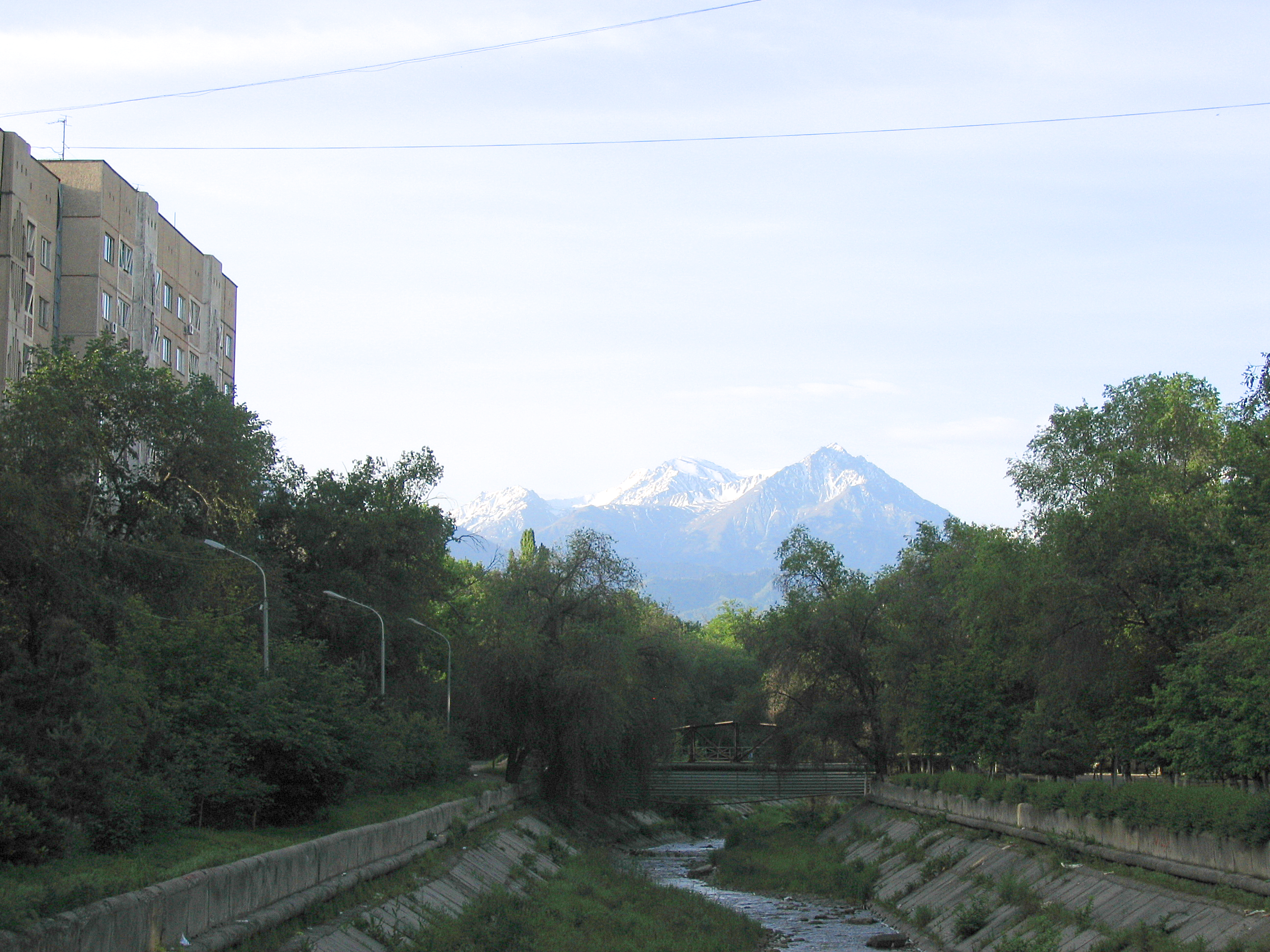
Река в мае 2007 года до реконструкции.

Длина рукава около 43 км. В черте города Алма-Ата берега и русло реки забетонированы в форме каскадных порогов.
В Жетысуйском районе города между улицами Павлодарская и Северное кольцо русло почти полностью скрыто. Вновь выходит на поверхность в районе посёлка Первомайка, ниже которого разбивается на рукава и каналы, которые разбираются на орошение и теряются в коллекторах.
Основное русло поворачивает направо и впадает в реку Карасу-Турксиб, которая впадает в реку Малая Алматинка.

## Водный режим
Средний годовой расход воды 0,06 м³/с, что составляет менее пятой части стока р. Малой Алматинки. Смешанное питание: снего-дождевое, ледниковое, ключевое. Половодье — в мае-июле в период интенсивного таяния ледников в связи с резким повышением температуры воздуха. Утром суточные колебания уровня воды незначительны, а к вечеру в связи с дневным таянием ледников, уровень воды в реке поднимается на 15-20 см.

## Хозяйственное значение
Воды используются для водоснабжения Алма-Аты и орошения.

## Селезащитное значение
За проспектом Аль-Фараби на расстоянии 100 м по реке Есентай находится отстойный бассейн, который входит в «Схему селезащиты города Алматы» для аккумуляции твердого стока емкостью 250 м³. Бетонная контрфорсная плотина бассейна шириной водосливного фронта в 25,5 м рассчитана как водослив с широким порогом на пропуск максимальных расходов 1 % обеспеченности 57,0 м³/с. Крепление в нижнем бьефе включает в себя водобой и рисберму с удельным расходом 2,85 м³/с. Минимальный зимний среднемесячный расход 1,11 м³/с.

### Весновская система каналов
В советское время функционировала «Весновская система каналов» — специальная сеть оросительных инженерных сооружений, которая использовалась для орошения около 3,5 тысяч га сельскохозяйственных угодий яблоневых садов апорта расположенных в предгорьях Алма-Аты. Находилась на балансе совхоза «Горный гигант». Длина 80,6 км в том числе межхозяйственных 13,7. Имелось вододелительное сооружение. С распадом СССР оросительная система каналов перестала функционировать так как государством был ликвидирован совхоз «Горный гигант», а земли яблоневых садов проданы под коттеджную и элитную застройку, сады вырублены.

## Реконструкция
В период с 2008-2013 годы производились работы по капитальной реконструкции русла реки Есентай. 

## Галерея

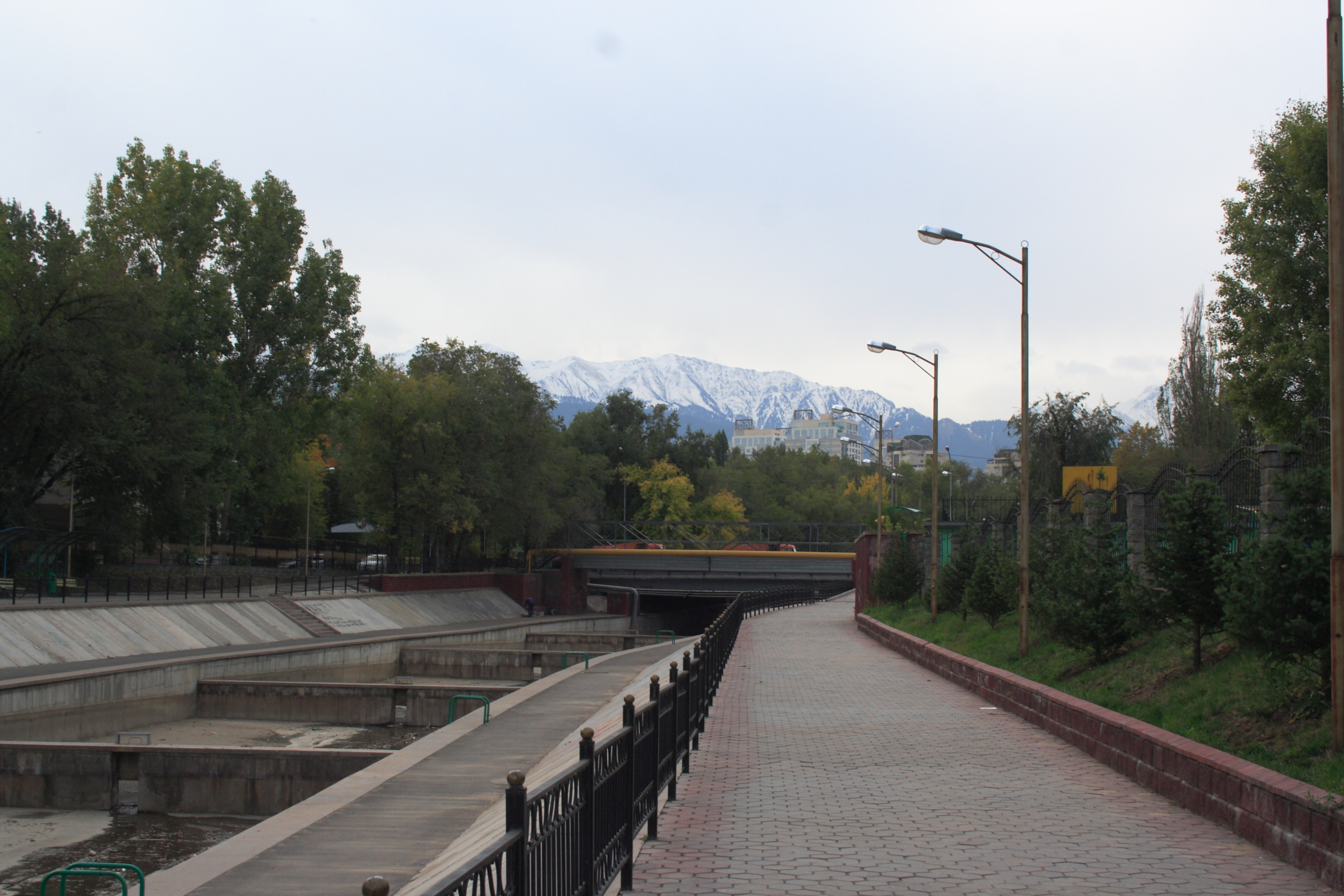
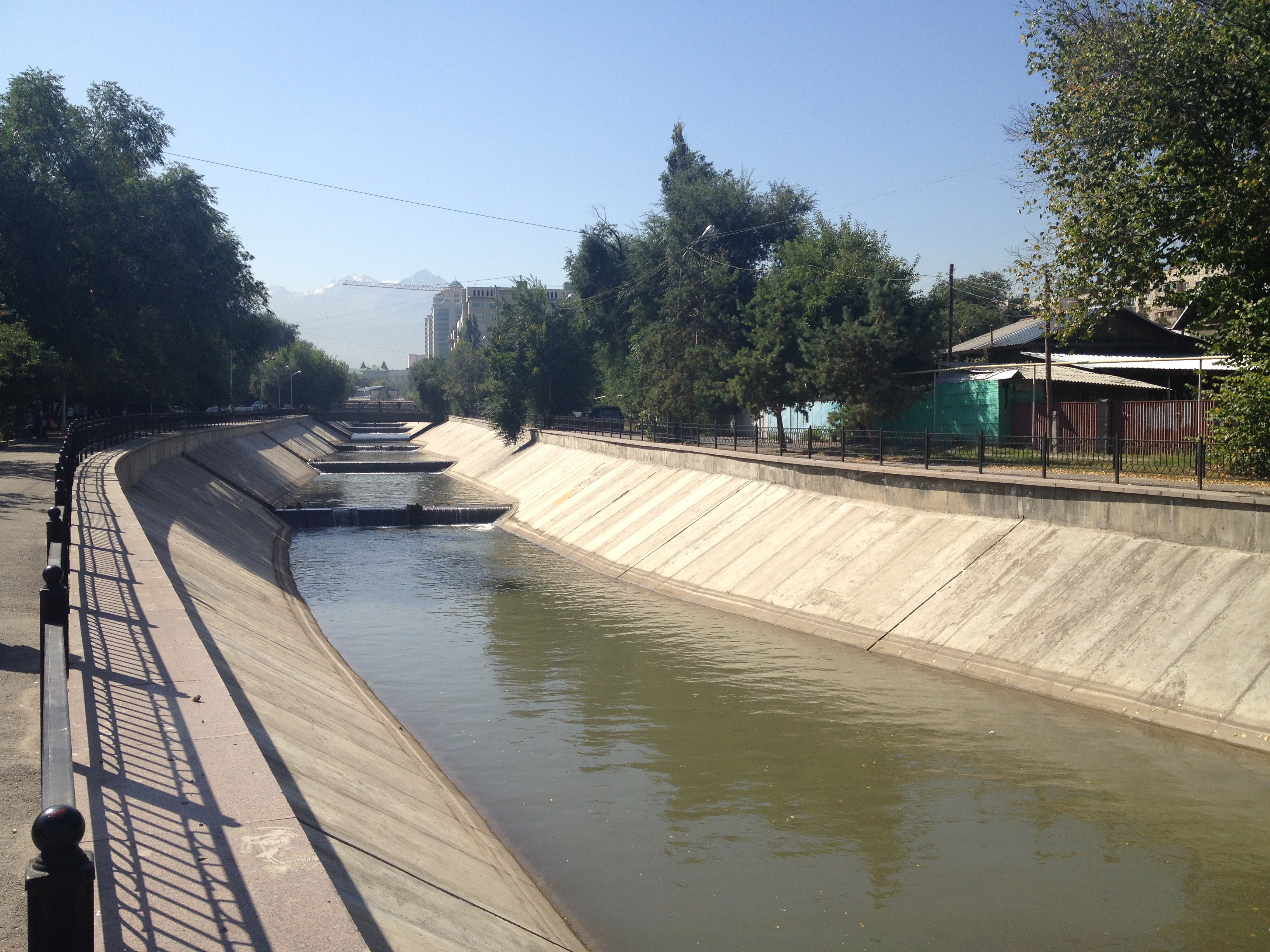
Участок речки с каскадными порогами.
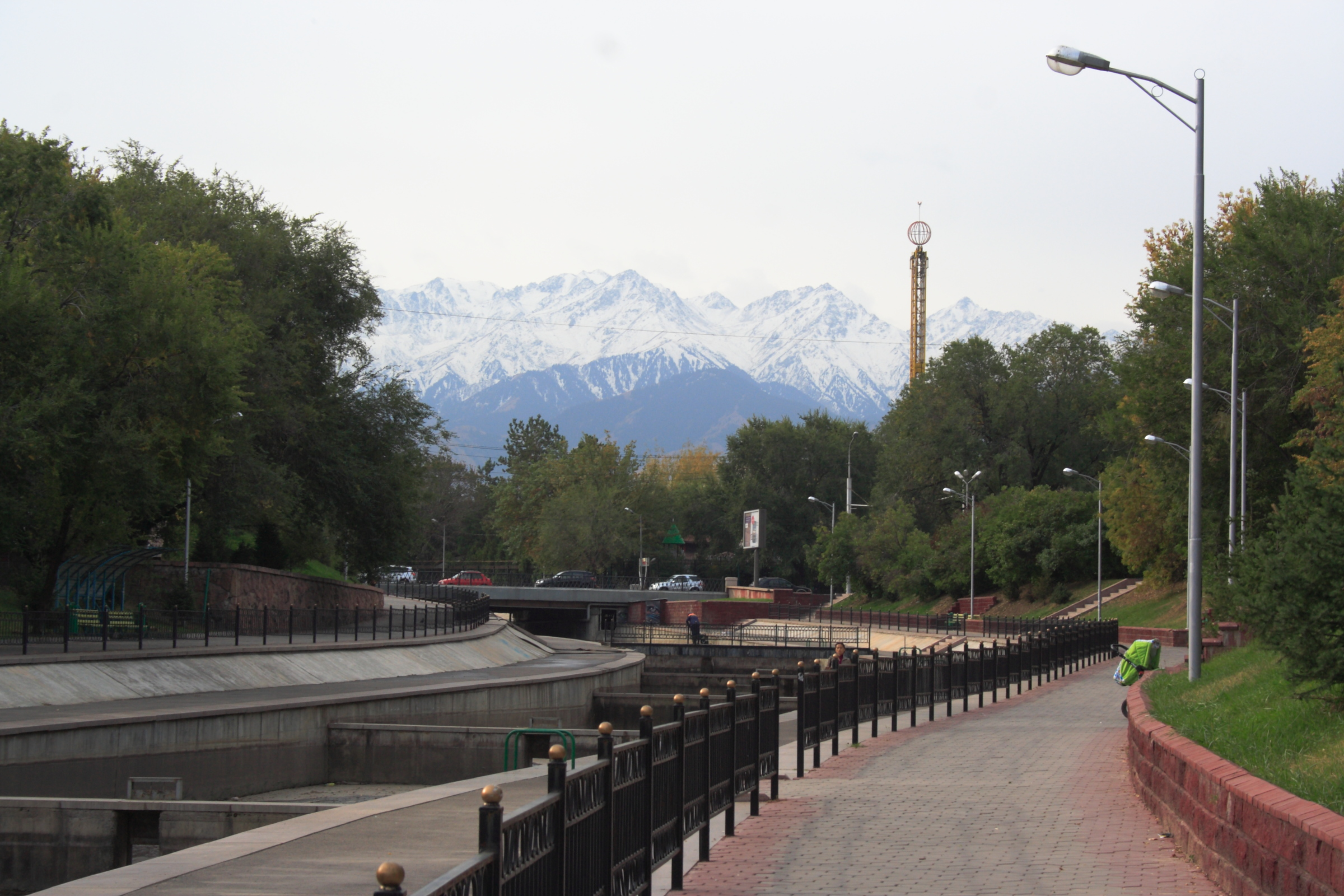
Вид на горы.
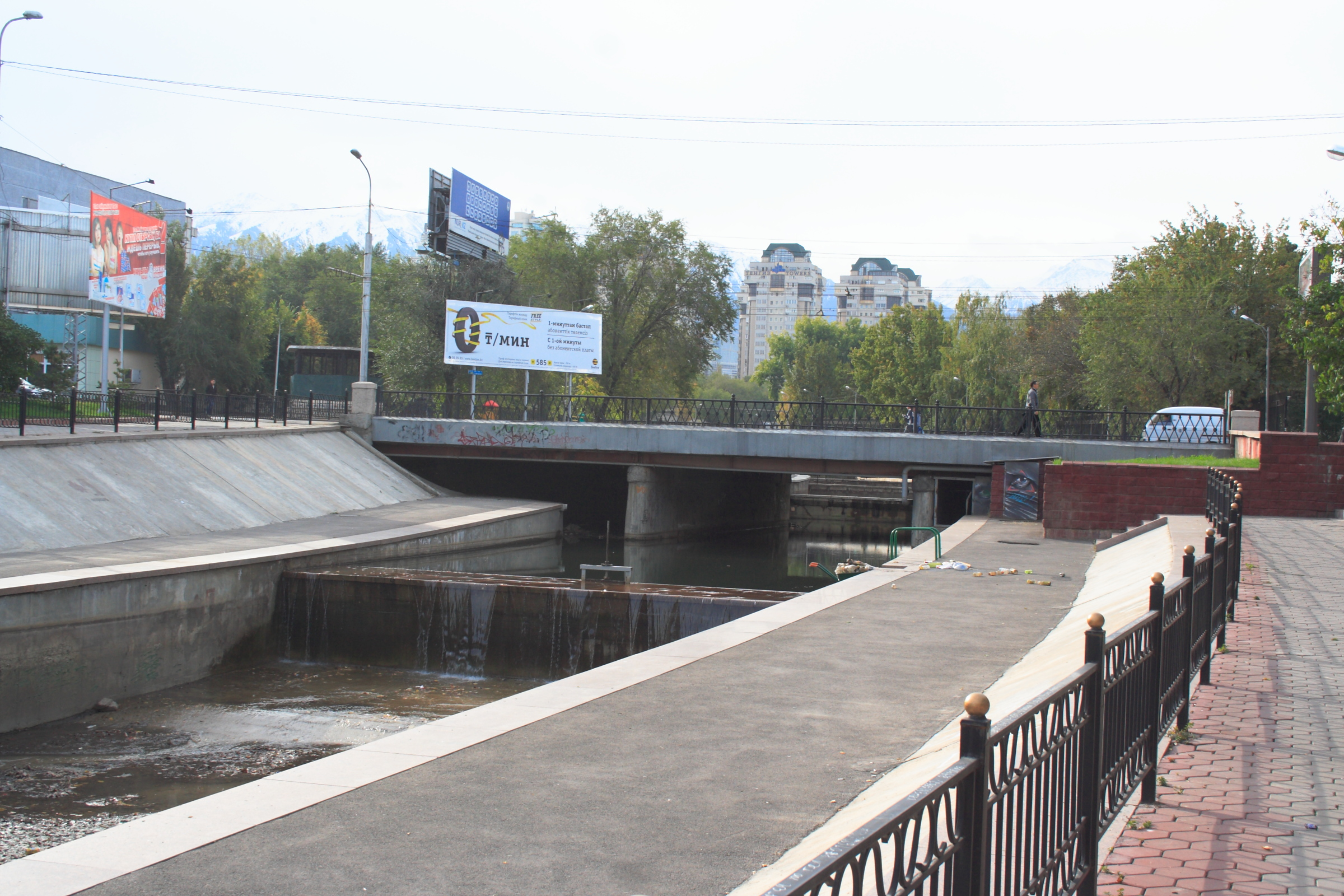
Мост через реку.
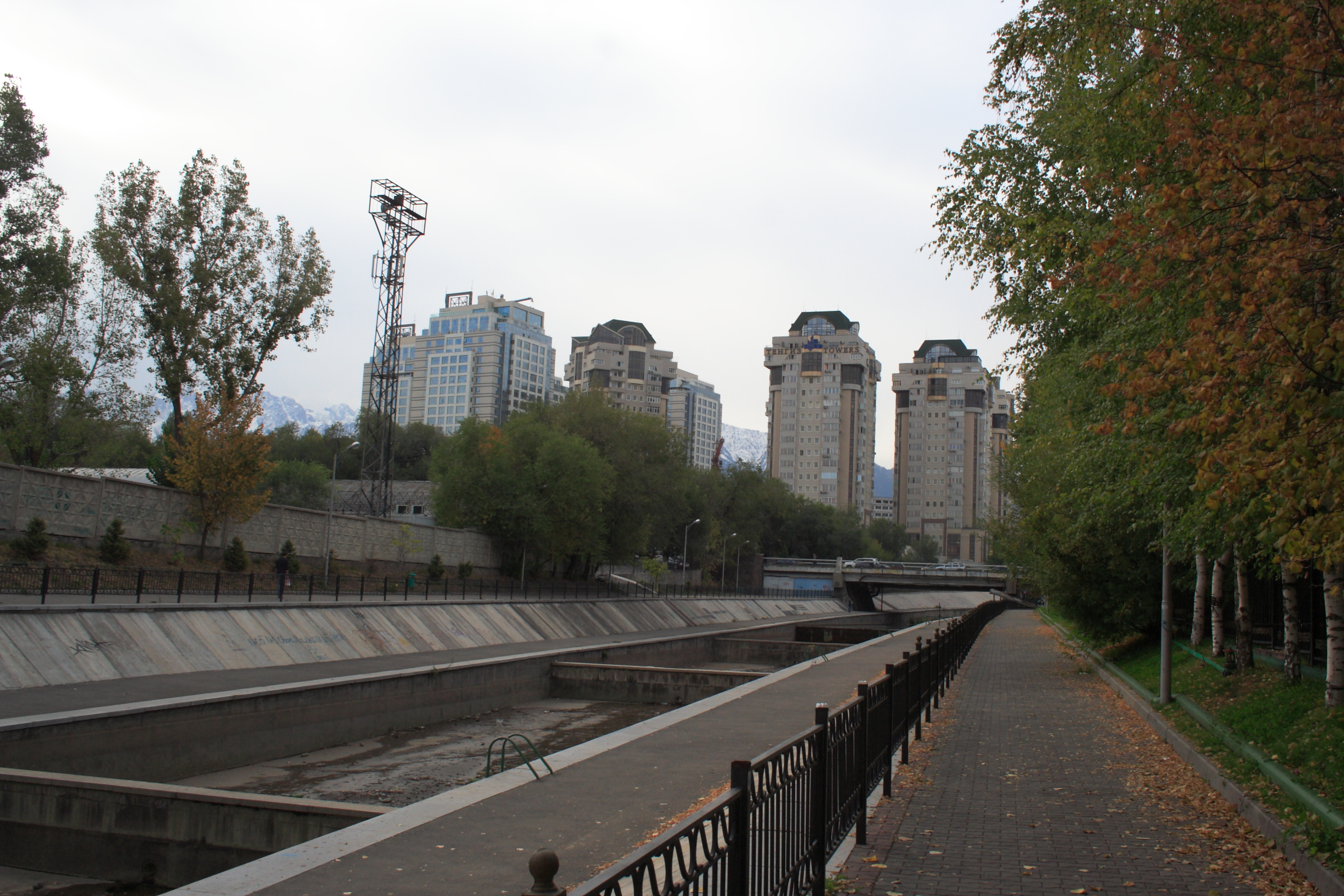
Жилые комплексы построенные у реки выше ул. Сатпаева, перекрывшие собой воздушные потоки идущие с гор и вид на горы.
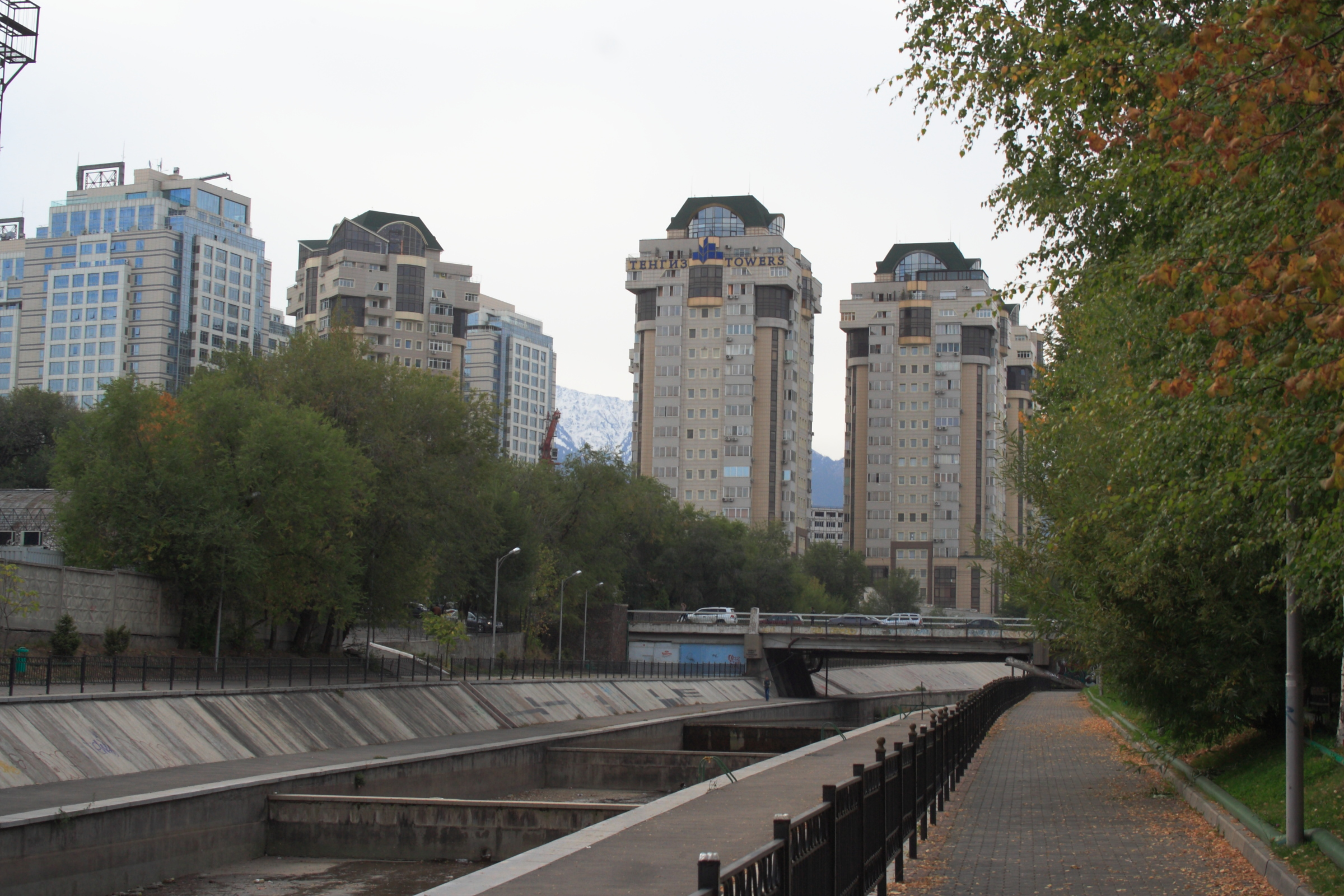
Жилые комплексы построенные у реки выше ул. Сатпаева, перекрывшие собой воздушные потоки идущие с гор и вид на горы.
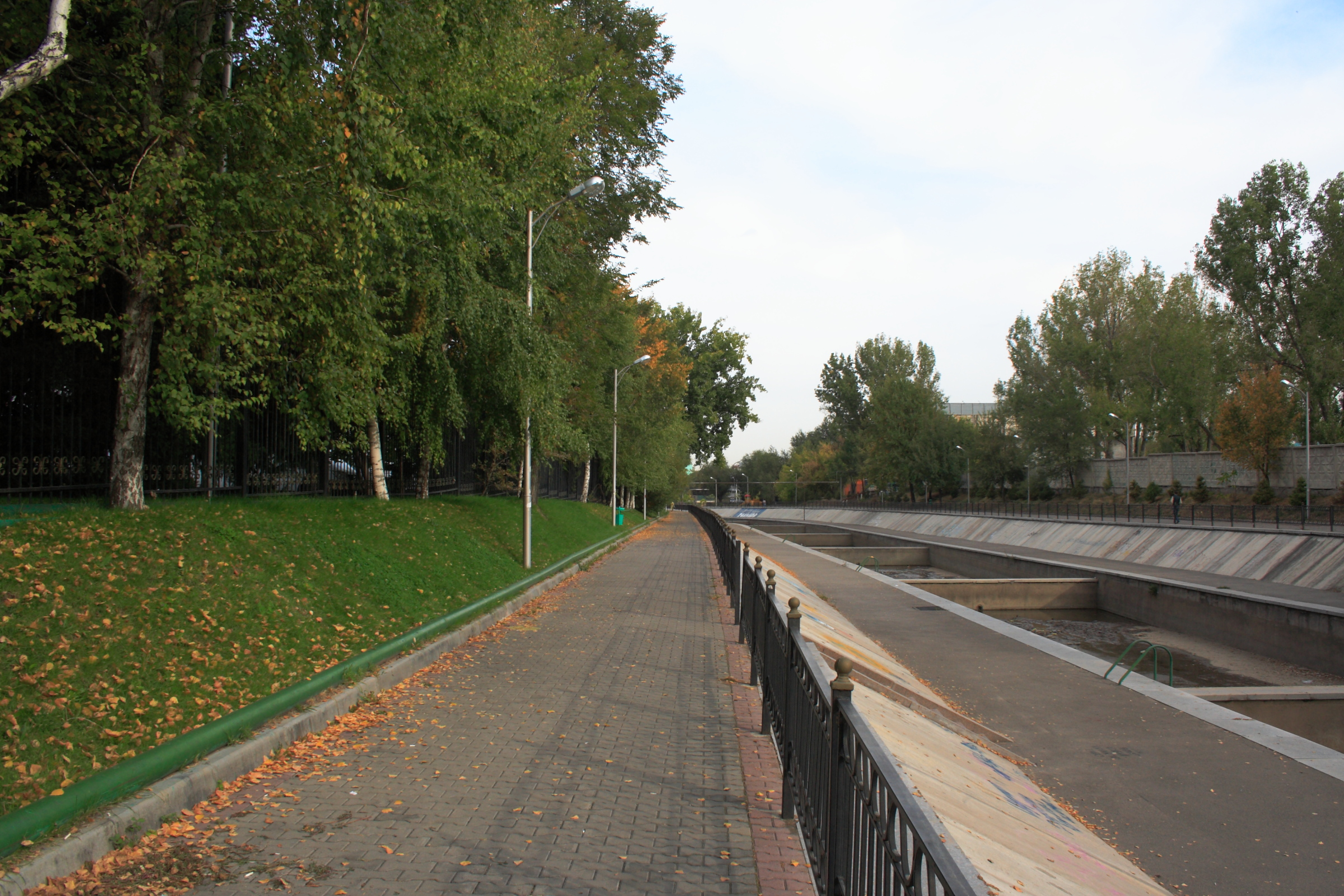
Прогулочная дорожка рядом с набережной реки.
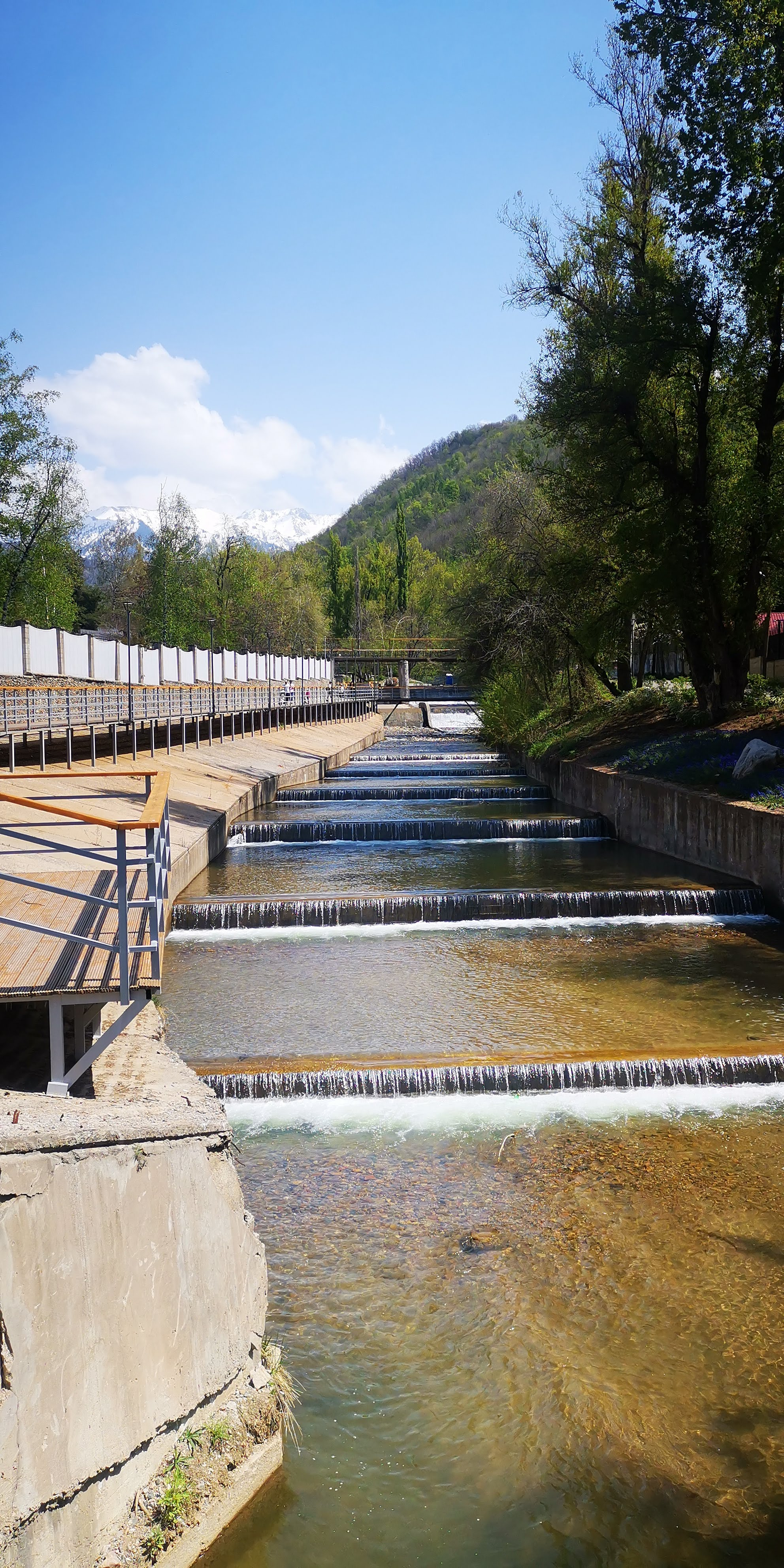
Фотография с моста в парке Теренкур, благоустроенная часть.